# IEC Telecom Group
IEC Telecom Group är ett av satellitkommunikationsföretagen inom energi, samhällsbyggnad, media och den maritima marknaden. Företaget har över 100 anställda och 10 kontor världen över.
Huvudkontoret med säte i Frankrike, grundades år 1995 av Yves Emilian. Den svenska delen grundades år 2014.